# Quercus repanda
Quercus repanda är en bokväxtart som beskrevs av Aimé Bonpland. Quercus repanda ingår i släktet ekar, och familjen bokväxter. Inga underarter finns listade i Catalogue of Life.